# Evidencialidad
La evidencialidad o testimonialidad es un rasgo gramatical consistente en el uso obligado de ciertos morfemas o marcas que muestran el tipo de fuente o evidencia de la información dada en la oración. Es decir, el hablante al referir un hecho señala con una marca morfológica si conoce los hechos de primera mano, ha oído de ellos, conjetura que fue así, etcétera.
Aunque esta categoría es desconocida entre las lenguas indoeuropeas y otras grandes familias de lenguas, se da en casi un 25% de las lenguas del mundo, que es aproximadamente en el mismo número de las que presentan género gramatical. Entre las lenguas indígenas de América, la evidencialidad es más frecuente que el género gramatical.

## Introducción
Es un hecho bien conocido que las lenguas del mundo difieren notablemente en la cantidad de categorías gramaticales obligatorias que usan, por ejemplo, el género gramatical es obligatorio en la mayoría de lenguas indoeuropeas, pero a nivel mundial menos de una quinta parte de las lenguas documentadas usan dicha categoría. Otras categorías son menos usadas en unas lenguas que otras, por ejemplo, el número es obligatorio en lenguas indoeuropeas en casi todo contexto, mientras que en chino si bien es una categoría presente su uso se restringe a los pronombres.
En cuanto a la evidencialidad, la mayoría de lenguas distinguen entre 2 y 4 modos posibles, en oraciones enunciativas afirmativas. Entre las categorías más frecuentes están:
- Evidencia visual directa, (ejemplo: Lo vio él mismo, yo mismo vi X).
- Evidencia de oídas: (Lo oyó de otra persona, Alguien me ha dicho que X).
- Evidencia deductiva: (Lo deduce de hechos que el mismo vio, Deduzco que X).
- Conjetura especulativa: (X simplemente imagina el hecho, Creo que X)

En varias lenguas con la categoría verbal de evidencialidad, cada una de las oraciones anteriores usaría formas verbales para el verbo de la proposición X, en las que alguna marca verbal revelaría si el hecho se ha llegado a conocer por evidencia visual directa, de oídas, por deducción u otros.

## Ejemplos
Algunos ejemplos concretos del tariana, lengua amazónica amenazada de la familia arawak, se tienen los siguientes ejemplos:
(1a) Juse irida di-manika-ka
'José jugó a fútbol [, lo vi yo y otros.]'
(1b) Juse irida di-manika-mahka
'José jugó a fútbol [, eso he oído yo y otros]'
(1c) Juse irida di-manika-nihka
'José jugó a fútbol [, lo inferimos por algo que vimos]
(1d) Juse irida di-manika-sika
'José jugó a fútbol [, lo asumo en base algún conocimiento previo]'
(1d) Juse irida di-manika-pidaka
'José jugó a fútbol [, nos dijeron]'
Todas esas oraciones describen en esencia la misma proposición, sin embargo, los diferentes marcadores de evidencialidad (-ka, -mahka, -nihka, -sika, -pidaka) nos indican en qué evidencia se basa el hablante, y en cierto modo qué grado de confianza debemos atribuir al hecho en cada uno de los casos.